# 谷本秀夫
谷本 秀夫（たにもと ひでお、1960年3月18日 - ）は、日本の実業家。長崎県出身。京セラ株式会社代表取締役社長兼執行役員社長。公益財団法人稲盛財団評議員。

## 人物・経歴
長崎県長崎市出身。長崎県立長崎西高等学校を経て、1982年に上智大学理工学部化学科（現・物質生命理工学科）を卒業。大学では無機化学を専攻。大学卒業後は、京都セラミツク株式会社（現・京セラ株式会社）に入社。入社後は、同社創業以来の事業であるファインセラミック事業を一貫して歩み、焼成工程の時間を10分の1以下に縮めた焼成炉の開発などで実績を積んだ。
2014年、同社ファインセラミック事業本部長。2015年、同社執行役員。2016年、同社執行役員常務。同年、同社取締役兼執行役員常務。2017年、同社代表取締役社長兼執行役員社長に就任。2021年、技術経営・イノベーション賞選考委員特別賞を受賞。公益財団法人稲盛財団評議員を務めている。

## 略歴
- 1982年 - 上智大学理工学部卒業後、同年4月、京都セラミック株式会社（現：京セラ株式会社）入社
- 2014年 - 同社ファインセラミック事業本部長
- 2015年 - 同社執行役員
- 2016年 - 同社執行役員常務
- 2016年 - 同社取締役兼執行役員常務
- 2017年 - 同社代表取締役社長兼執行役員社長

## テレビ番組
- 日経スペシャル カンブリア宮殿 新ビジネスを生み出す！ 京セラ式「ものづくり革命」（2023年3月30日、テレビ東京）- 京セラ 10代目社長として出演[8]。